# Cheyenne Brando
Tarita Cheyenne Brando (Tahití, 20 de febrero de 1970-Punaauia, 16 de abril de 1995) fue una modelo francesa, hija del actor estadounidense Marlon Brando y de su tercera esposa, Tarita Teriipaia, una exactriz de Tahití, a quien conoció durante el rodaje de la película de Mutiny on the Bounty en 1962.

## Primeros años
Nacida en 1970, Cheyenne Brando fue criada por su madre Tarita en la isla de Tahití. Sus padres se divorciaron dos años después de su nacimiento, en 1972.
Mientras ella crecía, Marlon Brando no permitió que Cheyenne y su hermano Tehotu le visitaran en Estados Unidos. En 1976 Marlon Brando declaró: "Creo que no voy a dejar que Cheyenne y Tehotu vengan a Estados Unidos. Como tahitianos, son muy ingenuos. Ellos no soportarían el ritmo de vida en los Estados Unidos". Cuando era niña, según los informes, Cheyenne adoraba a su padre y se jactaba de él. Al entrar en su adolescencia, sus sentimientos hacia su padre cambiaron. En una entrevista de 1990, Cheyenne dijo: "He llegado a despreciar a mi padre por la forma en que me ignoró cuando era niña. Venía a la isla una vez al año y parecía que no le importaba si me veía o no".
Cheyenne, finalmente se retiró de la escuela secundaria y comenzó a consumir drogas como el LSD, PCP, marihuana y sedantes. Durante un tiempo, Cheyenne Brando trabajó como modelo. 
En 1989, Cheyenne resultó gravemente herida en un accidente automovilístico. Sufrió una fractura de mandíbula, una laceración debajo del ojo y una oreja desgarrada. Marlon Brando viajó con Cheyenne a Los Ángeles para someterse a una amplia cirugía estética y reconstructiva. El accidente puso fin a su carrera de modelo. Después del accidente, comenzó a experimentar episodios de depresión e intentos de suicidio.

## Muerte de Dag Drollet
En mayo de 1987, Cheyenne empezó a salir con Dag Drollet, un joven de 23 años. Su padre, Jacques Drollet, era miembro del parlamento de Tahití. La pareja se conoció después de un encuentro entre las dos familias, ya que los Brando y los Drollet habían sido amigos desde hacía mucho tiempo. En 1989, Cheyenne quedó embarazada. A petición de Marlon Brando, la pareja se transladó a su propiedad de Mulholland Drive en Estados Unidos con motivo de la espera del nacimiento de su primer hijo.
El 16 de mayo de 1990, Drollet fue asesinado de un disparo por parte del medio-hermano de Cheyenne, Christian, en la casa de su padre. Christian Brando mantuvo que el disparo fue accidental. Declaró que horas antes del suceso, Cheyenne le había dicho que Drollet estaba abusando físicamente de ella. Esa noche, Christian discutió con Drollet por el supuesto abuso. Christian aseguró que el arma se había disparado después de que Drollet intentara quitársela.
Christian Brando fue arrestado y acusado de asesinato en primer grado dos días más tarde. Los investigadores intentaron citar a Cheyenne para testificar en el juicio de Christian ya que pensaban que su testimonio era crucial. Sin embargo, se negó a testificar y se fugó a Tahití. El 26 de junio de 1990, dio a luz a Tuki Brando. Después del nacimiento de Tuki, Cheyenne intentó suicidarse dos veces y fue internada en un hospital psiquiático de desintoxicación. El 22 de diciembre de 1990, Cheyenne fue declarada "mentalmente incompetente" por un juez francés y por lo tanto incapaz de testificar en el juicio de su hermano.
Sin el testimonio de Cheyenne, los investigadores pensaban que ya no se podía probar que la muerte de Drollet había sido premeditada. Se le presentó a Christian Brando la posibilidad de un acuerdo con la Fiscalía. Christian aceptó la oferta y se declaró culpable de homicidio involuntario. Fue sentenciado a 10 años en prisión. Cumplió cinco años de cárcel y tres de probatoria. En una entrevista concedida por Christian después de su salida de prisión, dijo que había dudado de las acusaciones de Cheyenne sobre el supuesto abuso físico por parte de Drollet debido a su inestabilidad mental. "Me siento como un completo estúpido por haberle creído", declaró.

## Últimos años y muerte
La salud mental de Cheyenne Brando disminuyó de manera constante. Ingresó en repetidas ocasiones en centros de rehabilitación de drogas y hospitales psiquiátricos. Cheyenne fue finalmente diagnosticada con esquizofrenia.
El 16 de abril de 1995, se ahorcó en el dormitorio de su casa en Punaauia en Tahití. La agencia de noticias informó que atravesaba una depresión desde que, en 1990, su medio hermano Christian asesinara a su novio y padre de su hijo de cinco años, asesinato en el que se llegó a implicar al propio Marlon Brando.
Su padre y su medio-hermano no pudieron estar presentes en su entierro. Fue sepultada en el cementerio de Papeete en la cripta familiar de la familia de Dag Drollet.